# La Dame blanche
La Dame blanche (La dama blanca) és una òpera en tres actes composta per François-Adrien Boïeldieu, sobre un llibret d'Eugène Scribe, basat en episodis de no menys de cinc novel·les de l'escriptor escocès Sir Walter Scott, entre elles El monestir i Guy Mannering. S'estrenà a l'Opéra-Comique de París el 10 de desembre de 1825. A Catalunya es va estrenar al Teatre dels Camps Elisis de Barcelona el 23 de juny de 1866.

## Origen i context
La Dame blanche incorpora elements del Romanticisme gòtic, incloent-hi ambients típics escocesos, una hereva desapareguda, un castell misteriós, una fortuna amagada i un fantasma, en aquest cas bondadós. Va ser una de les primeres òperes d'èxit sobre tema escocès, a la qual seguirien posteriorment Lucia di Lammermoor, I puritani i La Jolie Fille de Perth. També va ser un dels primers intents d'introducció de l'element fantàstic en l'òpera.
L'obertura va ser elaborada pel seu alumne Adolphe Adam a partir de temes de Boieldieu.

## Representacions

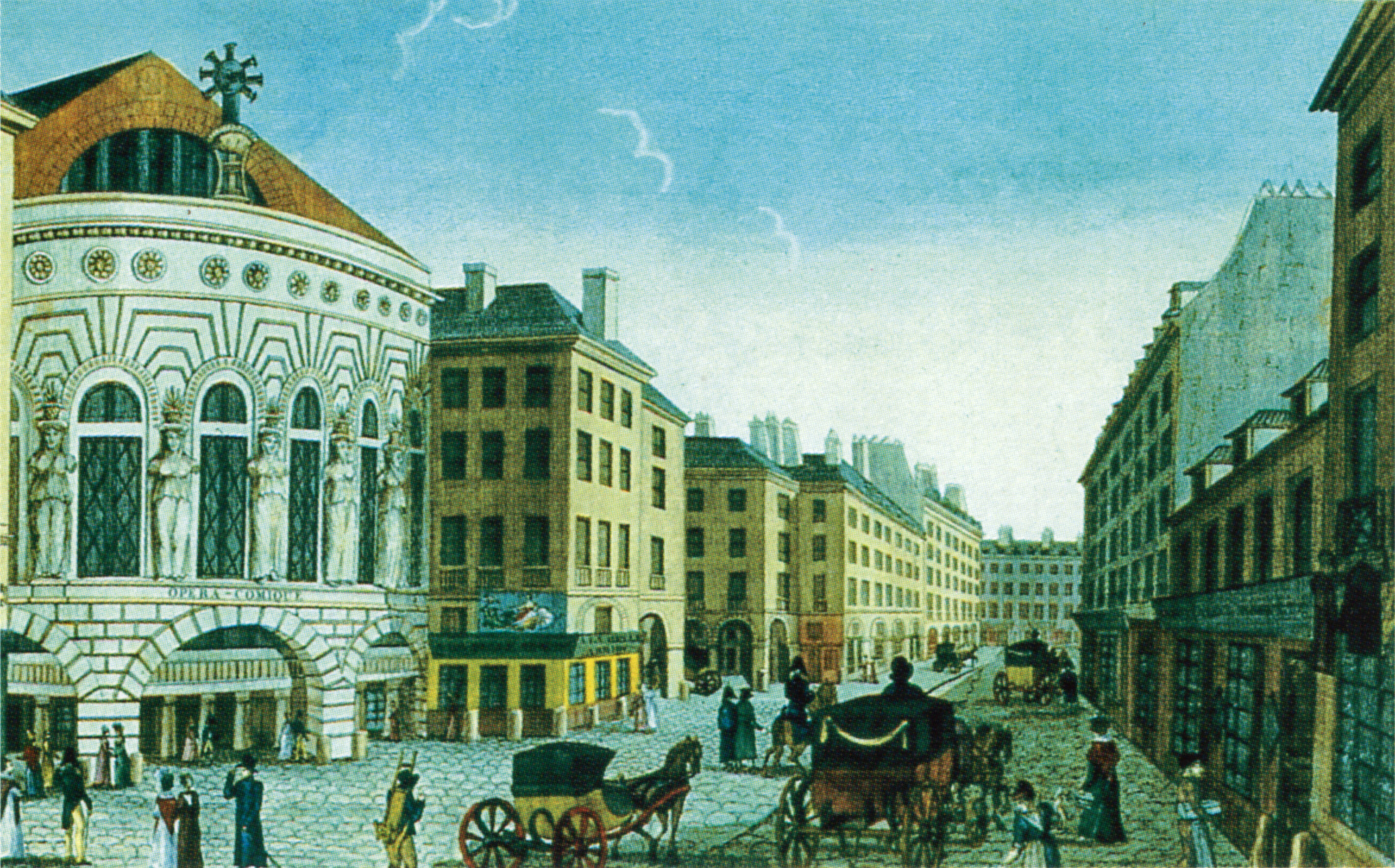
La Salle Feydeau de l'Opéra-Comique, el primer edifici de l'esquerra

La Dame blanche va ser estrenada el 10 de desembre de 1825 per l'Opéra-Comique al Théâtre Feydeau de París. Va ser un gran èxit i es va convertir en un clàssic del repertori operístic del segle xix a França i Alemanya. El 1862, l'Opéra-Comique havia fet més de 1.000 actuacions de La Dame blanche. La popularitat de l'òpera va començar a disminuir cap al final del segle xix i des de llavors rarament s'ha representat.
Actualment gairebé ha desaparegut dels escenaris, tot i que Marc Minkowski ha ajudat a reviscolar-la als escenaris francesos i que n'hi ha enregistraments disponibles.
L'ària més sovint interpretada en recitals és la corresponent al tenor Viens, gentille dame. L'escena de la venda (Final de l'Acte II) va ser parodiada per Jacques Offenbach a Le Voyage dans la Lune a l'acte III (1875).

## Personatges
| Paper                                        | Tessitura    | Estrena, 10 de desembre de 1825 (Director: Charles-Frédéric Kreubé) |
| -------------------------------------------- | ------------ | ------------------------------------------------------------------- |
| Gaveston, administrador del castell d'Avenel | baix         | Henry Deshaynes                                                     |
| Anna, la seua pupil·la                       | soprano      | Antoinette-Eugénie Rigaut                                           |
| Georges Brown, jove oficial anglès           | tenor        | Louis-Antoine-Eléonore Ponchard                                     |
| Dickson, arrendatari del Comptat d'Avenel    | tenor        | Louis Féréol                                                        |
| Jenny, la seva dona                          | mezzosoprano | Marie-Julie Halligner                                               |
| Marguerite, antiga criada del comte d'Avenel | mezzosoprano | Marie Desbrosses                                                    |
| Gabriel, criat de Dikson                     | baix         | Belnié                                                              |
| MacIrton, jutge de pau                       | baix         | Firmin                                                              |
| Cor: gent del poble)                         |              |                                                                     |

## Argument
Lloc: un poble escocès, mitjan segle XVIII

### Acte I

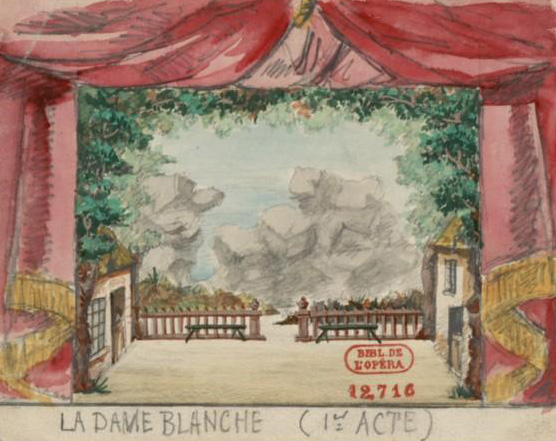
Decorat per al primer acte (1825)

L'arrendatari Dikson celebra el naixement del seu fill. El padrí no pot, però, oficiar com a tal. Per substituir-lo apareix el soldat George, al qual Dikson brinda hospitalitat. Dikson agraeix la seva sort a un espectre que vaga en un castell proper, la «dama blanca», les ordres del qual es veu obligat a obeir. Ella ha sol·licitat la seva presència al castell per aquesta nit, ja que s'anuncia la subhasta de la propietat per a l'endemà al matí. En el lloc del temorós Dikson es presenta George al castell.

### Acte II

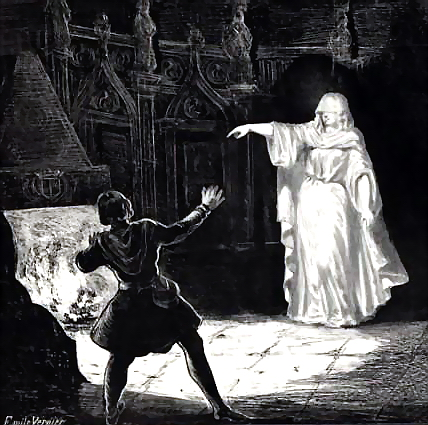
Gravat d'Emile Vernier de l'aparició de La Dame blanche

L'administrador del castell, Gaveston, ha vingut regentant de mala manera la propietat, amb la intenció que passi a les seves mans. Només a contracor permet que George passi la nit al castell. La pobra pupil·la de Gaveston, Anna, reconeix en el soldat al seu antic amic de la infància: Julien, el fill raptat del comte. La dama blanca se li apareix durant la nit i li ordena superar tant si com no a Gaveston en la subhasta de l'endemà. En el transcurs d'aquesta, Gaveston ofereix més que tots els arrendataris reunits, però és superat per George, que en realitat no compta amb prou diners i que haurà d'anar a la presó en cas de ser descobert.

### Acte III
A la sala de cerimònies, mentre la gent del poble saluda el seu nou senyor, Anna es recorda de la seva infància al costat de Julien. Quan Gaveston exigeix a George el pagament, la dama blanca apareix i fa lliurament al soldat del tresor amagat d'Avenel i, a més, d'un document que ho acredita amb el comte Julien Avenel. Gaveston descobreix el fantasma; es tracta de la seva pròpia pupil·la. El comte Julien converteix Anna en la comtessa Avenel.

## Enregistraments selectes
- 1962 - Michel Sénéchal (Georges Brown), Françoise Louvay (Anna), Jane Berbié (Jenny), André Doniat (Dickson), Adrien Legros (Gaveston), Geneviève Baudoz (Marguerite) - Orchestre symphonique et Choeur de Paris, Pierre Stoll (director) - (Accord)
- 1964 - Nicolai Gedda, Mimi Aarden, Sophia Van Sant, Guus Hoekman, Erna Spoorenberg, Henk Drissen i Franz Vroons with Jean Fournet dirigint el Cor i Orquestra de Ràdio Hilversum. N'hi ha dues edicions: Melodram núm catàleg: 50033 - Opera D'Oro núm. catàleg: 1364
- 1996 - Rockwell Blake (Georges Brown), Annick Massis (Anna), Mireille Delunsch (Jenny), Jean-Paul Fouchécourt (Dickson), Laurent Naouri (Gaveston), Sylvie Brunet (Marguerite), dirigits per Marc Minkowski amb el Cor de Radio France i l'Ensemble Orchestral de Paris (EMI Classics)